# Parafia Ewangelicko-Augsburska w Bydgoszczy

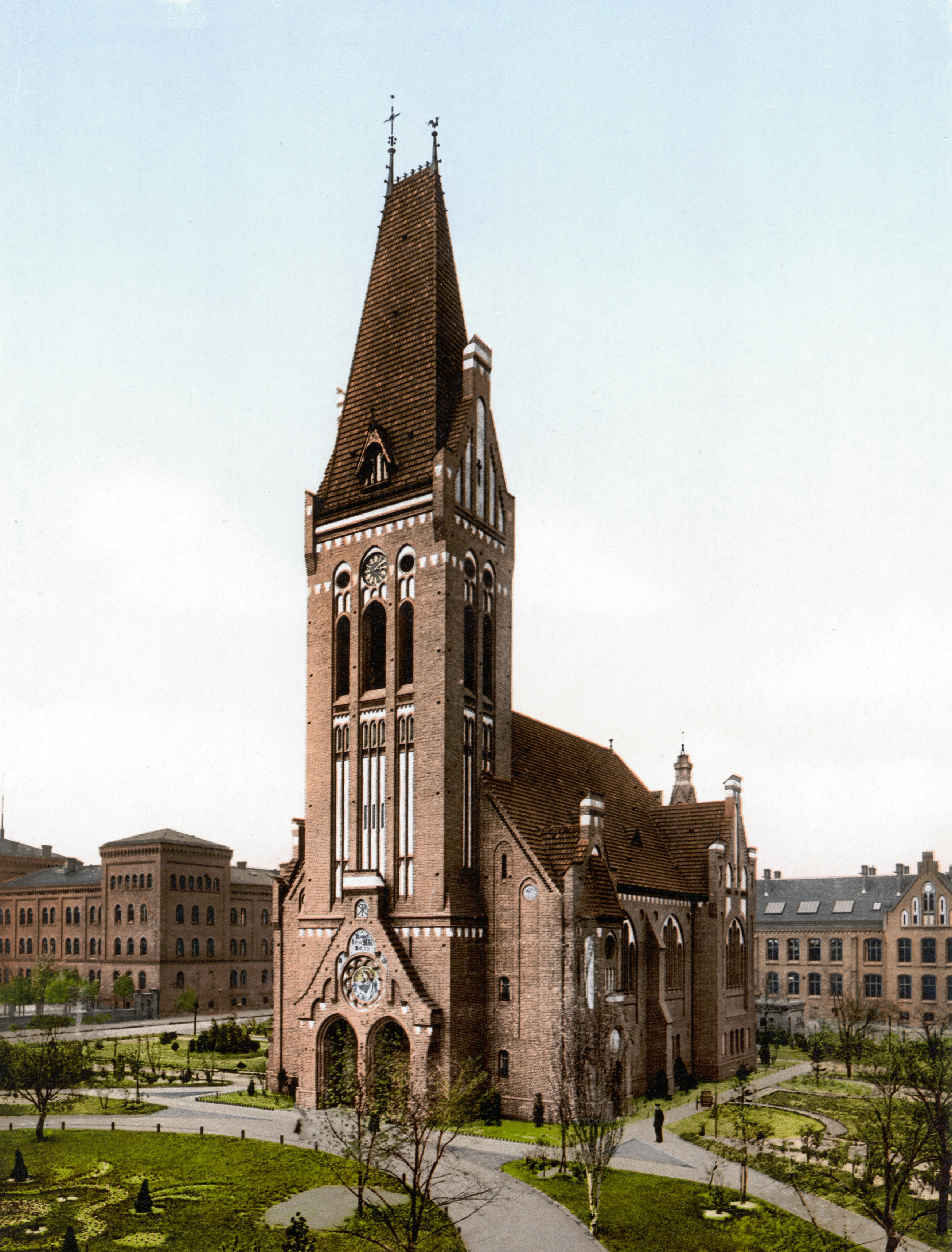
Ewangelicki Kościół Zbawiciela w Bydgoszczy (1900)

Parafia Ewangelicko-Augsburska w Bydgoszczy – parafia Kościoła Ewangelicko-Augsburskiego w Rzeczypospolitej Polskiej należąca do diecezji pomorsko-wielkopolskiej. Początki kościoła sięgają czasów niemieckiego teologa Marcina Lutra i jego reformacji.

## Początki reformacji w Bydgoszczy
Nie ma szczegółowych informacji dotyczących początków reformacji w Bydgoszczy, wiadomo jednak, że reformacyjne prądy dotarły także do grodu nad Brdą. Najstarsze wzmianki o kościele pochodzą z roku 1566, kiedy to odnotowano pierwsze ucieczki zakonników z konwentów. Na terenie miasta działała parafia ewangelicko-reformowana, zamknięta w 1581 roku, po interwencji biskupa włocławskiego. W Bydgoszczy działał też zbór braci czeskich (1550-1625), a także szpital ewangelicki założony przez ewangelickiego burmistrza, Wincentego Kosmasa. Późniejsze lata to okres kontrreformacji i wiążących się z nią prześladowań ewangelików przez zakony bernardynów i jezuitów wspieranych przez edykty królewskie. Na terenie miasta nie działała wówczas żadna parafia ewangelicka, a wierni musieli udawać się na nabożeństwa do pobliskich miejscowości.

## Okres zaboru pruskiego; Kościół ewangelicko-unijny
Sytuacja zmieniła się diametralnie, kiedy w 1772 roku Bydgoszcz weszła w skład zaboru pruskiego. Liczba ewangelickich mieszkańców gwałtownie wzrosła; wkrótce ewangelicy stali się zdecydowaną większością wyznaniową wśród mieszkańców miasta. W 1773 roku do Bydgoszczy przybył pierwszy ewangelicki ksiądz – Karol Gebhardt. W latach 1829–1857 pastorem miejscowej parafii ewangelickiej był Jacob Romberg, który w 1858 r. otrzymał godność Honorowego Obywatela Bydgoszczy.
W latach 1784–1787 powstał w mieście pierwszy ewangelicki kościół, mieszczący się przy ulicy Podwale. Lata 1872-1876 to okres, w którym powstał kolejny ewangelicki kościół św. Pawła przy ulicy Gdańskiej. Obecnie jest to kościół św.św. Piotra i Pawła, użytkowany przez parafię rzymskokatolicką. W 1895 roku powstała kolejna świątynia na Okolu.
Kiedy liczba wiernych przekroczyła 40 tys., podjęto decyzję o budowie kolejnych kościołów. W latach 1896–1897 wybudowano neogotycki kościół Chrystusa (dziś kościół Zbawiciela) przy placu Zbawiciela, użytkowany do dziś przez parafię ewangelicką. Trzy lata później rozpoczęto budowę kościoła na placu Kościeleckich, ukończoną w 1903 roku. Do wybuchu I wojny światowej w mieście powstały jeszcze kościoły na Szwederowie, w Czyżkówku, Małych Bartodziejach, na Wilczaku, w Łęgnowie. Łącznie w granicach miasta znalazło się osiem kościołów ewangelickich. II wojnę światową przetrwało tylko sześć z nich, z czego pięć odebrano ewangelikom, pozostawiając im jedynie kościół Zbawiciela.
W 1834 roku powstał także zbór ewangelicko-luterski (staroluterański), który nie akceptował unii pruskiej z 1817 roku.  W 1846 roku jego członkowie wybudowali swój kościół przy ulicy Poznańskiej.
W mieście działało wiele ewangelickich szkół, przedszkoli, szpitali, domów dziecka i organizacji charytatywnych służących pomocą mieszkańcom miasta.
Bydgoszcz w czasach zaborów byłą największym ośrodkiem Kościoła Ewangelickiego na terenie Pomorza, Wielkopolski i Kujaw.

## Parafia ewangelicko-augsburska (luterańska) w Bydgoszczy
Starania o utworzenie parafii podjęto tuż po odzyskaniu niepodległości. W 1921 roku kapelan Wojska Polskiego ks. Józef Mamica z Poznania rozpoczął wytężone działania w tym kierunku. Zaowocowały one w 1922 roku spotkaniem organizacyjnym, na którym podjęto uchwałę o założeniu nowej parafii. Jako że nie miała ona swojego kościoła do 1939 roku, nabożeństwa odbywały się w kościele staroluterskim. W 1927 r. wydawano nawet własne pismo parafialne, „Ogniwo”, służące także parafianom z Grudziądza i Torunia.
Datą zwrotną w historii parafii był rok 1932, kiedy to swoją służbę w parafii rozpoczął ks. Waldemar Preiss (1908–1973). Dzięki jego działalności parafia zaczęła się dynamicznie rozwijać, a liczba parafian nieustannie rosła. Oprócz tradycyjnych nabożeństw wprowadzono codzienne nabożeństwa poranne, godziny biblijne, spotkania młodzieży oraz starszych członków parafii, koło pań, a także uroczystości, sympozja i konferencje o charakterze patriotycznym. Ks. Preiss był redaktorem czasopisma „Przegląd Ewangelicki”, które w latach 1935–1939 z lokalnego dwutygodnika stało się tygodnikiem o zasięgu ogólnopolskim.
Osiągnięcia parafii zostały przekreślone przez wybuch II wojny światowej. Działalność parafii została zakazana, a majątek rozkradziony. Księdza Waldemara Preissa aresztowano 5 września 1939 roku – całą wojnę spędził w obozach koncentracyjnych. Życie stracili inni duszpasterze związani z bydgoską parafią:  ks. Józef Mamica w obozie koncentracyjnym Mauthausen-Gusen w 1940 roku, ks. senior Gustaw Manitius w poznańskim Forcie VII w 1940 roku, ks. Jerzy Kahané w Pirnie w roku 1941.
Pierwsze powojenne nabożeństwo zostało odprawione w czerwcu roku 1945 przez ks. Ryszarda Trenklera z Torunia. W tym samym roku odzyskano kościół Chrystusa, 9 grudnia rekonsekrowany jako kościół Zbawiciela. W 1947 roku przed kościołem ustawiono figurę Chrystusa, a otaczający kościół plac nazwano placem Zbawiciela. W kościele stanęła także tablica upamiętniająca polskich księży ewangelickich zamordowanych w czasie II wojny światowej. W trudnej powojennej rzeczywistości ks. proboszcz Waldemar Preiss został delegowany do Wrocławia jako wysłannik Konsystorza, w celu organizowania na nowo życia kościelnego. W parafii zastępowali księdza wikariusze. Ks. Waldemar Preiss zmarł 11 grudnia 1973 roku.
Kolejnym proboszczem bydgoskiej parafii w latach 1975–1998 był ks. Tadeusz Narzyński.  Za jego kadencji ukończono remont kościoła, nawiązano kontakty z parafią św. Mikołaja w Bielefeld (Niemcy), a także dawnymi mieszkańcami miasta. Wspólnie obchodzono 650-lecie miasta oraz 100-lecie poświęcenia kościoła.
Obecnie proboszczem jest ks. Marek Loskot, który pełni także funkcję kapelana marynarki wojennej. Od 1995 roku związany jest z Ewangelickim Duszpasterstwem Wojskowym.
Parafia bydgoska jest miejscem życia religijnego, jak również spotkań młodzieżowych, kontaktów ekumenicznych, koncertów i uroczystości o zasięgu diecezjalnym i ogólnopolskim. Nabożeństwa są również odprawiane w kaplicy filialnej w Sępólnie Krajeńskim.

## Duszpasterze bydgoskiej parafii w latach 1922–2007
| Duszpasterze                    | Lata pracy              |
| ------------------------------- | ----------------------- |
| ks. Józef Mamica                | 1922–1925               |
| ks. senior Gustaw Manitius      | 1926 i 1931–1932        |
| ks. Jerzy Kahané                | 1929–1931               |
| ks. Ryszard Trenkler            | 1936–1937               |
| ks. Waldemar Preiss (1908–1973) | 1932–1973               |
| ks. Alfred Figaszewski          | wikariusz 1949          |
| ks. Edward Busse                | wikariusz 1950–1951     |
| ks. Jerzy Otello                | wikariusz 1951          |
| ks. senior Edward Dietz         | administrator 1973      |
| ks. Jan Feruga                  | administrator 1974–1975 |
| ks. Jerzy Molin                 | wikariusz 1974–1975     |
| ks. Tadeusz Narzyński           | 1975–1998               |
| ks. Marek Loskot                | od 1998                 |
| ks. Marcin Makula               | wikariusz 2000–2002     |